# Сидельниково (Вологодская область)
Сидельниково — деревня в Вологодском районе Вологодской области.
Входит в состав Старосельского сельского поселения, с точки зрения административно-территориального деления — в Старосельский сельсовет.
Расстояние по автодороге до районного центра Вологды — 46 км, до центра муниципального образования Стризнево — 5 км. Ближайшие населённые пункты — Дуплино, Котельниково, Гульево.
По переписи 2002 года население — 4 человека.